# カオス (2000年の映画)
『カオス』は、2000年に公開された中田秀夫監督による日本の映画。主演は中谷美紀、萩原聖人。原作は歌野晶午の小説『さらわれたい女』。

## あらすじ
ある高級レストランで食事をしていた実業家の小宮山隆幸とその妻・佐織里。夫が支払いをしている間に妻は先に外へ。支払いを済ませ、隆幸も外へ出るが、既に妻の姿は見当たらなかった。先に帰ったのだと思い、会社へ戻るが、間もなくして「妻を誘拐した」と連絡が入る。
実はこの誘拐劇は佐織里による狂言だった。便利屋の黒田に報酬100万円を条件に引き受けてもらったのだ。ほとんどの手筈を佐織里が整え、黒田はそこにリアリティを持たせるために様々な小細工をする。佐織里のシナリオ通りに事件は進んでいくが、用足しに出かけていた黒田の元へ、事件の顛末を知っている、と脅迫電話がかけられる。急いで佐織里が身を隠しているアパートへ向かうと、佐織里は既に亡くなっていた。
途方に暮れる黒田。しかしある時佐織里と瓜二つの女、さと美を見つけた黒田はさらなる深みへとはまっていく…。 
―カオス、事件の真実は一体どこに!?

## 出演
- 萩原聖人：便利屋・黒田五郎
- 中谷美紀：津島さと美
- 光石研：小宮山隆幸
- 國村隼：浜口警部
- 田中哲司：三浦刑事
- 夏生ゆうな：相馬るみ
- 菜木のり子、山村美智子、浜田学、諏訪太朗、古井榮一、大塚ちか ほか

## スタッフ
- 監督：中田秀夫
- 原作：歌野晶午
- 脚本：斎藤久志
- 音楽：川井憲次
- 撮影：喜久村徳章
- 美術：丸尾知行
- 整音 :山本逸美
- 効果 :渡部健一
- 照明：豊見山明長
- 編集：菊池純一
- 助監督：李相國
- スクリプター : 川野恵美
- スチール : 渡邊俊夫
- 衣裳 : 古藤博、杉山敦子
- スタイリスト : 堀越絹衣 、宮本まさ江
- 制作担当 : 山下秀治
- 現像：IMAGICA
- 協力プロデューサー : 小寺剛雄
- プロデューサー：神野智、原公男
- 製作協力：ギャガ・コミュニケーションズ

## リメイク映画
2015年にフランス映画『消えたアイリス』(ジャリル・レスペール監督。ロマン・デュリス、シャルロット・ルボン主演)としてリメイクされた。